# Gyorok község
Gyorok község (románul: Comuna Ghioroc) község Arad megyében, Romániában. Központja Gyorok, beosztott falvai Aradkövi, Ménes.

## Népessége
A 2011-es népszámlálás adatai alapján a község népessége 3790 fő volt.